# Union sportive Beni Douala
Maillots
Dernière mise à jour : 22 avril 2020.
L'Union Sportive Beni Douala (en arabe : الإتحاد الرياضي لبني دوالة, en kabyle : Taddukli Tanaddalt n At Dwala, en tifinagh : ⵓⵏⵉⵓⵏ ⵙⵒⵓⵔⵜⵉⵠⴻ ⴱⴻⵏⵉ ⴷⵓⴰⵍⴰ), plus couramment abrégé en US Beni Douala ou encore en USBD, est un club de football algérien fondé en 1981 et basé dans la commune d'Aït Douala, dans la wilaya de Tizi Ouzou, en Kabylie.

## Histoire
L'équipe de l'Union Sportive Beni Douala évolue depuis la saison 2016-2017 dans le championnat d'Algérie de 3e division, appelé Division nationale amateur.
En 2017, l'Union Sportive Beni Douala accède en Division Nationale Amateur pour la première fois de son histoire.
La même année, l'Union Sportive Beni Douala parvient à accéder aux huitièmes de finale de la coupe d'Algérie avant d'être éliminée par le MC Alger.

## Palmarès
| Compétitions nationales                                   |
| --------------------------------------------------------- |
| - Inter-région (1) : - Champion Gr. Centre-Est : 2015-16. |

## Parcours

### Classement en championnat par année
- 1981-82 : D?, ?e
- 1982-83 : D?, ?e
- 1983-84 : D?, ?e
- 1984-85 : D?, ?e
- 1985-86 : D?, ?e
- 1986-87 : D?, ?e
- 1987-88 : D?, ?e
- 1988-89 : D?, ?e
- 1989-90 : D?, ?e
- 1990-91 : D?, ?e
- 1991-92 : D?, ?e
- 1992-93 : D?, ?e
- 1993-94 : D?, ?e
- 1994-95 : D?, ?e
- 1995-96 : D?, ?e
- 1996-97 : D?, ?e
- 1997-98 : D?, ?e
- 1998-99 : D?, ?e
- 1999-00 : D?, ?e
- 2000-01 : D?, ?e
- 2001-02 : D?, ?e
- 2002-03 : D?, ?e
- 2003-04 : D?, ?e
- 2004-05 : D?, ?e
- 2005-06 : D?, ?e
- 2006-07 : D?, ?e
- 2007-08 : D?, ?e
- 2008-09 : D?, ?e
- 2009-10 : D?, ?e
- 2010-11 : D?, ?e
- 2011-12 : D?, ?e
- 2012-13 : D?, ?e
- 2013-14 : D?, ?e
- 2014-15 : D?, ?e
- 2015-16 : D4, inter-régions Centre-Est, ?e
- 2016-17 : D3, DNA Centre, 2e
- 2017-18 : D3, DNA Centre, 2e
- 2018-19 : D3, DNA Centre, 3e
- 2019-20 : D3, DNA Centre, 15e
- 2020-21 : D3, D3 Amateur Centre-Est Gr.B1, 8e

### Parcours du USBD en coupe d'Algérie
| Saison  | Tour             | Matchs         | Résultats     |
| ------- | ---------------- | -------------- | ------------- |
| 1981-82 | ?                | ?              | ?             |
| 1982-83 | ?                | ?              | ?             |
| 1983-84 | ?                | ?              | ?             |
| 1984-85 | ?                | ?              | ?             |
| 1985-86 | ?                | ?              | ?             |
| 1986-87 | ?                | ?              | ?             |
| 1987-88 | ?                | ?              | ?             |
| 1988-89 | ?                | ?              | ?             |
| 1989-90 | N.J              | N.J            | N.J           |
| 1990-91 | ?                | ?              | ?             |
| 1991-92 | ?                | ?              | ?             |
| 1992-93 | N.J              | N.J            | N.J           |
| 1993-94 | ?                | ?              | ?             |
| 1994-95 | ?                | ?              | ?             |
| 1995-96 | ?                | ?              | ?             |
| 1996-97 | ?                | ?              | ?             |
| 1997-98 | ?                | ?              | ?             |
| 1998-99 | ?                | ?              | ?             |
| 1999-00 | ?                | ?              | ?             |
| 2000-01 | ?                | ?              | ?             |
| 2001-02 | ?                | ?              | ?             |
| 2002-03 | ?                | ?              | ?             |
| 2003-04 | ?                | ?              | ?             |
| 2004-05 | ?                | ?              | ?             |
| 2005-06 | ?                | ?              | ?             |
| 2006-07 | ?                | ?              | ?             |
| 2007-08 | ?                | ?              | ?             |
| 2008-09 | ?                | ?              | ?             |
| 2009-10 | ?                | ?              | ?             |
| 2010-11 | ?                | ?              | ?             |
| 2011-12 | ?                | ?              | ?             |
| 2012-13 | ?                | ?              | ?             |
| 2013-14 | 1/8 finale       | MO Constantine | 1-0           |
| 2014-15 | 1/32 finale      | NT Souf        | 0-0 t.a.b 4-2 |
| 2015-16 | 1/64 finale      | JSM Bejaia     | 1-0           |
| 2016-17 | 1/8 finale       | MC Alger       | 7-1           |
| 2017-18 | Avant dernier TR | OS El Kseur    | 1-0           |
| 2018-19 | 1/16 finale      | Paradou AC     | 2-0           |
| 2019-20 | 1/32 finale      | ASO Chlef      | 6-1           |

## Identité du club

### Logo et couleurs
Depuis la fondation de l'Union Sportive Beni Douala en 1981, ses couleurs sont toujours le Vert et le Blanc.

Ancien logo
Logo actuel.